# Oreodera simplex
Oreodera simplex là một loài bọ cánh cứng trong họ Cerambycidae.